# 最终幻想XIV (2010年游戏)
《最終幻想XIV》是最終幻想系列的第14部本傳遊戲，也是繼《最終幻想XI》之後又一款大型多人線上角色扮演遊戲。遊戲由史克威爾艾尼克斯開發並發行。第一版遊戲於2010年上線服務，因諸多問題於2012年停運；後在2013年推出完全重製的第二版《Final Fantasy XIV：新生艾奧傑亞》，此版本已歷經數版更新並持續營運至今。
《最終幻想XIV》設定於虛構世界艾欧泽亚的第七灵灾前，卫月的迫近与潜在撞击威脅预示着第七灵灾的到來。玩家创立并自定义化身，参与围绕即将入侵的加雷马帝国及与其有关的达拉加布的事物。艾欧泽亚各民族国家重新成立工会，结成联盟，为即将到来的帝国战争做准备。
遊戲第一版線上服務從2010年9月30日起到2012年11月11日止。遊戲第一版獲得評價普遍負面。因遊戲品質受到嚴厲批評，史克威爾艾尼克斯组建了新團隊，並以“最终幻想XIV：重生之境”为名重新开发游戏。史克威爾艾尼克斯在2011年10月14日公開宣布，他們打算重新營運遊戲，先前營運的遊戲稱為第一版，第一版以一场虚构的灭绝事件结束，这即是《重生之境》剧情中谓之的靈災，游戏初版全部服务随之停止。
《最终幻想XIV：重生之境》于2013年8月在日本和欧美Windows与PlayStation 3上營運，2014年4月发行PlayStation 4版。中国大陆由盛大网络代理，于2014年8月25日公开测试。

## 玩法
《最終幻想XIV》是一款大型多人線上角色扮演遊戲（MMORPG）。 和許多同類遊戲一样，遊玩需要付費，這通過史克威爾艾尼克斯帳戶管理系統完成。玩家首先創立並自訂一名角色，並能從多種預設選項中選擇種族、性別、面容和職業類型。在選擇角色名稱和遊玩伺服器後，玩家就會置身於遊戲世界，他們可以自由參與遊戲故事、探索土地、和各種怪物戰鬥、完成探索與任務，并與其他玩家互動。有別於其他《最終幻想》遊戲，玩家可以選擇第三或第一人稱視角。
玩家可以透過擊敗怪物、加工道具、完成任務可以獲得經驗值，經驗值累積到特定點數時玩家就會自動提升等級。玩家等級會影響生命值（HP）、魔力值（EP）等能力值，以及可以使用的能力數量。玩家能透過切換武器和製造工具改變職業，轉換在戰場中職務。和《最終幻想XI》不同，《最終幻想XIV》弱化了團隊遊戲，而單人遊戲會同樣的獎勵。

### 介面
初版《最終幻想XIV》的介面導航和之前遊戲機最終幻想類似，由選單系統完成。因介面導航走了對當代MMORPG落伍的「結構囉嗦」錯誤道路，故受到媒體的批評。
《最终幻想XIV》的抬頭顯示器由日誌窗口、選單和数个游戏訊息元素构成，它们皆可移动。日誌窗口显示系统訊息、战斗訊息和其他玩家输入的文字。因游戏不支持语音，这是玩家间唯有的交流方式。玩家可以过滤日誌窗口的显示内容。

### 基础职业与特职
通过“兵装系统”和“特职”系统，玩家可以扮演不同游戏角色。兵装系统可让玩家通过切换装备武器或工具来直接改变战斗风格。比如装备剑会直接将玩家基础职业（class）转为剑术师，而装备杖则将其职业变为幻术师。 当玩家等级达到10时可以解锁其他基础职业。兵装系统分为四类：擅长近身战的战斗精英，擅长攻击和防御法术的魔法导师，擅长加工制作的能工巧匠，擅长收集锻造所需原材料的大地使者。当玩家使用一种基础职业时，可以选择装备其他职业的解锁能力，以使用更广泛的技能与能力，从而提升职业通用度。
特职（job）系统建立在兵装系统之上，可让战斗精英与魔法导师轉為标志性|最终幻想职业，使其職務更為專精。當玩家完成先决任務后，在装备特定道具時就能將基础职业升级为特职，而卸除此道具后就可能退回原基础职业。特职会解锁适用于团队模式的额外能力。然而有别于改变装备即切换的基础职业，特职只能由两个预先确定的基础职业结合而成。

## 情节

### 设定
《最终幻想XIV》使用标准电子角色扮演游戏的探索机制，各地区地理从雪山到葱郁森林不盡相同。地区又繼續划分为供玩家探索的子區域。子区域類型包括怪物不会入侵的安全区城市，充滿與怪物戰鬥的世界地图和迷宫，以及小组玩家团队击败特定怪兽并取得成就的副本区域。虽然大多数地区和区域以步而行，但游戏还有各种带来移动便利的交通工具，包括从最终幻想经典的陆行鸟和飞空艇，到经过传送水晶节点的传送器。
游戏设定的世界叫海德林，在星历时期繁荣，在灵灾时期出现灾难，两个时期相互交替。第一版《最终幻想XIV》发生于星历时期，《重生之境》发生于因月亮之卫星达拉加布坠落而引发的新灵灾时期。
玩家能够探索海德林中名为艾欧泽亚的区域。艾欧泽亚王国是唯一富有以太的地区，以太是一种流过星球的魔法物质，是万物生命之所需。以太有多种用途，如用作魔法原料、Machina动力源、加工辅助品，并能让通过传送水晶瞬间传送。这种有价物质在游戏传说、故事，以及组织与种族争夺物质控制权事件中扮演关键部分。
艾欧泽亚有三个主要都市：繁华的交易都市乌尔达哈，森之都格里达尼亚，以及海洋都市利姆萨·罗敏萨。各都市皆有自己的工会——负责保护这片土地的经济与军事组织。在游戏开始玩家选择一个自己所属的都市。当玩家成就达到一定游戏情节进度，就能加入工会并继续推动故事。
游戏主要反派为蛮族和加雷马帝国。蛮族是一群有智慧的怪物血统的种群，他们和人类种族存在目标冲突。加雷马帝国是位于艾欧泽亚之外的一个科技先进的国家。加雷马想征服大地，並獲得魔导兵器的能源以太。

### 种族
《最终幻想XIV》有五个可玩种族以供选择，每个种族又分為两个部族。这些种族和《最终幻想XI》的五个可玩种族类似，史克威尔艾尼克斯稱這是為了營造《最终幻想XI》玩家习惯的氛围。猫魅族、鲁加族和人族高地之民在初版游戏中有性别限制，但在《重生之境》中就可以选择男性和女性版。
- 人族（Hyur） － 风格上是人类的种族，分为中原之民和高地之民。中原之民，他們在各地的街道與村落居住，並有多樣化的生活方式。他們從小就習慣閱讀，因此知識比較豐富。是北部邊境高地的修爾部族。自從他們的都市國家—阿拉米格（Ala Mhigo）淪陷後，在當地除了傭兵男子以外的人已很罕見了。
- 精灵族（Elezen） － 精灵一般的种族，据称是艾欧泽亚的原始居民，分为森林之民和黑影之民。森林之民是艾欧泽亚的先住民種。有長耳、身材高挑的特徵。黑影之民數百年來都以陰暗的鐘乳石洞為據點的一支艾爾禪部族。他們擁有如蝙蝠般發達的耳朵，能輕易地查覺敵方的動靜，許多人專精於格鬥術。現代的黑影之民有許多以盜賊為業。黑影之民被森林之民視為叛徒。
- 拉拉菲尔族（Lalafell） － 身体矮小的类人种族，来自南方地区，有高敏感度和智慧，分为平原之民和沙漠之民。
- 鲁加族（Roegadyn） － 身形巨大且强壮的种族，来自北方地区，分为北洋之民和红焰之民。
- 猫魅族（Miqo'te） － 猫般的类人种族，分为逐日之民和护月之民。逐日之民信奉太陽神「阿則瑪」，以午間為主要的活動時間。护月之民自稱為「月之守護者」（月の防人）的咪叩特部族。信奉月神「美內菲那」（月神メネフィナ）。基本上是夜行性的族群。

### 故事
文明先进的加雷马帝国为了统治和平的艾欧泽亚國度，并获取其丰富的水晶资源，从北方边境发起侵略。艾欧泽亚的城邦间虽然存在分歧和对立，但为了回击而重新恢复了工会——结合城市军事与经济资源的指挥综合中心。玩家是这些城邦中的一员，努力援助战争。虽然加雷马帝国的盖乌斯·范·巴埃萨等主张攻取，但入侵部队指挥官，帝国军第VII军团的军团长内尔·范·代纳斯有自己的目的。内尔执意要消除所有他眼中的杂质，策划了陨石计划召唤月之卫星达拉加布消灭一切生命。工会不得不因此放下根深蒂固的分歧，在艾欧泽亚联盟的旗帜下巩固力量。在新联盟的要求下，王国各地的冒险者拿起武器，开赴浮岛Rivenroad击败吸收达拉加布力量的内尔。虽然疯狂的帝国军长死了，达拉加布依然在坠向艾欧泽亚。
在拯救艾欧泽亚的最后努力中，工会求助于来自被遗忘城邦萨拉安的神秘学者-路易索瓦。路易索瓦构思了一个召唤艾欧泽亚万神殿守护神十二力量的计划，将达拉加布送回天空。但若要成功，就需要在达拉加布作用点的正下方：艾欧泽亚中央的贫瘠低地，名为加尔提诺的地方。但是现在隶属盖乌斯的帝国军第VII军团的士兵也在朝艾欧泽亚中部集结，加尔提诺战役很快就展开了。但是当达拉加布进入大气层时，战争也随之中断，人们看到达拉加布是为关闭巴哈姆特而建的古老监狱。从监狱出来的巴哈姆特触发了第七灵灾，它也开始在王国释放他的愤怒。路易索瓦很快召唤了一个屏障保护余下的艾欧泽亚联盟，并尝试发动仪式再度将巴哈姆特封印到监狱。看到他释放他的终极攻击一定会死在蛮神下，他用最后的力量召唤了十二力量将幸存者（含玩家）传送到时空裂痕，那里他们不会受到时光流逝的影响，直到他们再次安全的出来并重建毁灭的大地。

## 开发

### 初版发行
《最終幻想XIV》早先代號為Rapture，在2005年8月史克威爾艾尼克斯宣布他們開始製作一款新MMORPG時首次提出，但他們當時對這是否為《最終幻想XI》續作或最終幻想相關作品既不確認也不否認。2009年6月2日，官方在索尼E3發布會上透過預告片正式宣布了《最終幻想XIV》的消息，該預告片由預渲染CGI和用水晶工具製作的實際遊戲場面結合而成。
在2006年至2008年間，史克威爾艾尼克斯發布了數條關於遊戲開發平台的矛盾聲明。2006年4月，《最終幻想XI》製作人田中弘道稱，正在開發的Rapture會在為全球PlayStation 3和Windows平台發行，但之後2007年2月的聲明又稱，遊戲正為Xbox 360和Windows平台開發，並「可能」在之後某階段製作PlayStation 3版。2008年史克威爾艾尼克斯宣布，遊戲定位於前述全部系統，並暗示Mac和Linux用戶端將並非毫無可能。 但2009年6月隨著遊戲官方聲明，史克威爾艾尼克斯稱，遊戲只為PlayStation 3和Windows系統開發。Xbox 360版本宣布取消，田中後來透漏，Xbox Live系統和微軟的「不同觀點」被證明與他和史克威爾艾尼克斯自己的不相容，這暗示微軟要求一個和單獨於最終PlayStation 3版伺服器的版本。
遊戲由河本信昭擔任總監，田中弘道擔任製作人，史克威爾之前創作《最終幻想XI》的團隊開發。吉田明彥擔任藝術總監，植松伸夫為遊戲配樂，標誌著他在《最終幻想X》後離開史克威爾艾尼克斯起再度為系列遊戲配樂。遊戲未使用PlayOnline系統，而是和史克威爾艾尼克斯帳戶关联。《最终幻想XI》也部分过渡到此服务，账户因而可以一處管理两个游戏。
《最终幻想XIV》在2010年4月进入alpha测试阶段，测试在11周后的6月19日结束。史克威尔艾尼克斯称在alpha和beta阶段有大约10%的游戏可玩。封闭beta测试分為数个阶段，从2010年7月10日開始到8月25日结束。使用分发给申请人的邀请，以及PlayStation 3版《最终幻想XIII》附帶的序列号就有机会进入beta测试。开放beta测试从2010年9月1日开始，9月19日结束。PlayStation 3版beta測試從未實施。Beta测试时长总计3个月（65个活跃日），不到之前宣称最短4个月的测试周期。新聞來源對遊戲未準備就緒就面世，以及非常鄰近發行日期的「關鍵錯誤」表示關注。游戏于2010年9月22日營運。

### 初版的變更
因游戏主要获得負面评价，史克威尔艾尼克斯时任总裁和田洋一宣布，开发团队在2010年12月会有大变动，田中宣布他辞去制作人一职并离开公司。吉田直树成为总监兼制作人，其他职位也都大多变动。PlayStation 3版原定2011年3月发行，但为容纳预定變更而推迟，吉田称他希望提供游戏修正後的PlayStation 3版。 最初30天的免费测试先延长至2个月，后又改为不限期，此舉是為讓玩家在提交遊戲前體驗到開發團隊的更新。游戏直到2012年1月6日才开始计费，此時游戏已推出一年多。
吉田為获得玩家的反馈与建议而開設官方《最終幻想XIV》論壇，并称將與社群的互动与亲近放在高优先度，这一改变受到玩家群的欢迎。从补丁1.18开始，图形、战斗、合成与经验奖励系统都开始改进。主要变更之一是移除“疲劳系统”这一在游戏beta版中有争议的机制——这一系统中，随着游玩时间增长，玩家获得的技能与经验值都越来越少，一定程度后就无法获得。之后的更新加入了重要性内容，包括宝石系统、飞空艇、蛮族定居点、陆行鸟坐骑和原始战斗。除了调整怪兽难度、魔法发动、角色能力值影响的外，还加入了自动攻击。

### 以「新生艾奧傑亞」名義重新營運
2011年10月14日，史克威尔艾尼克斯宣布有意以“最终幻想XIV 2.0”重新營運游戏，其随后易名“最终幻想XIV：重生之境”。吉田直树回忆称，在2011年1月时，因认为初版的根本性問題無法做大幅改變，便開始著手開發全新的《最终幻想XIV》，並加入許多身為一個線上遊戲應有的要素。初版游戏服务器于2012年11月11日关闭，《重生之境》alpha版测试不久后开始。游戏最终於2013年8月27日重新營運。
重新營運后不久之内就有诸多变化，包括：
- 启用全新的服务器系统；
- 使用新的图形引擎；
- 全部场景地图重新设计为40个子区域（第一版为8子区域）；
- 全新的用户界面；
- 女性人族高地之民、女性鲁加族、男性猫魅族成为可玩角色；
- 重订职业系统，并加入了新职业（秘术师、学者和召喚师）[28]；
- 1对1和大规模玩家对玩家内容；
- 引入完全动态事件（FATE）系统，如出现村庄防卫等自发性场景事件[29]。

在逐渐转向《重生之境》的几个月中，会定期的补充第七灵灾的故事，作为对未来变更的背景故事补充。游戏区域彻底变化则由达拉加布——被召唤坠向星球的巨大陨石——的影响解释。自重新營運《重生之境》以来不再能获得的额外任务、装备、活动和成就也都追加了。延期已久的PlayStation 3版游戏最终决定于PC版《重生之境》一同于2013年8月27日发售。
盛大网络于2010年宣布在中国大陆代理《最终幻想XIV》。中国大陆服务器从2014年4月到8月间间断举行两场封闭测试公开测试于8月25日开始。

## 音乐
《最终幻想XIV》发售初版的原声由植松伸夫谱曲，这是自《最终幻想IX》以来，首个发售时由植松伸夫完全配乐的最终幻想游戏。从初版发售其，到重新營運的《重生之境》为止，又有水田直志、山崎良、关户刚和祖坚正庆参与游戏配乐。《最终幻想XIV》主题曲《Answers》由苏珊·卡罗威演唱。
最初发售时有两张专辑发行，皆只收录了一小部分游戏原版音乐（分别是8首和9首曲目）：《最终幻想XIV/场景曲目》（ファイナルファンタジーXIV/Field Tracks）收录了场景、背景主题曲以及前奏曲；《最终幻想XIV/战斗曲目》（ファイナルファンタジーXIV/Battle Tracks）收录了战役和战斗主题曲，以及最终幻想主题曲（又称“序曲”）。
史克威尔艾尼克斯在2012年9月1日数字发行了《最终幻想XIV - 艾欧泽亚开拓者》（Final Fantasy XIV Eorzean Frontiers），专辑虽未收录全部曲目，但也选录了大量音乐，包括之前两张专辑中的许多歌曲，以及发布以来的加入主要曲目。除了主版本外，史克威尔艾尼克斯还发行了四张小型《开拓者》专辑，每张各对应游戏中一个游戏区域有关的歌曲。《开拓者》中的歌曲扩充了完整原声收录的歌曲版本。
完全官方原声收录了原版《最终幻想XIV》中的全部104首曲目，以单张蓝光光碟汇编形式在2013年8月14日发行。 光碟题为《陨石之前：最终幻想XIV 原声专辑》（Before Meteor: FINAL FANTASY XIV Original Soundtrack），收录全部最初版植松伸夫谱写的音乐，以及由植松、水田、山崎和祖坚为之后补丁创作的音乐。专辑附赠重新录制版《A New Beginning》预告片和Daulmund宠畜的下载代码。

## 评价
PC初版《最终幻想XIV》获得負面评价。批评内容从基本不完整的结构到大量漏洞与小故障，得出了游戏未完成，实际上几乎无法游玩的一致结论。游戏在GameRankings和Metacritic上的汇总得分皆为49%，是系列得分最低的正传。GameSpot的凯文·万奥德以游戏糟糕的界面、设限的任务、糟糕的玩家与NPC组织，以及发行时大量其他错误为证，称游戏是“对此类游戏的退步”。1UP.com称《最终幻想XIV》本性上“是一款深度和潜力可观的游戏，但在正式推出准备好之前还另需6到9个月”，他们还称“就其现状是不可能推荐给任何人的”。《PC Gamer》评论员汤姆·西尼尔写道，“对这款最终幻想MMO最仁慈的说法是，他的开场影片令人满意”。GameTrailers称其“处处是失败”且“不值得争论”，并称无法接受这个“不完整的大杂烩”投放上市。网站在2010年12月的“年度游戏奖”将其列为“年度最失望游戏”，还将游戏列入“十大最糟续作”。Cheat Code Central的评价较为赞许，但依然先指出他们“不推荐在有诸多缺陷《FFXIV》的作品上花费$50，以及头30天后的$12.99”。这句话后来从评论中删除。
截至2010年11月4日，第一版《最终幻想XIV》在日本出货19万，北美21万，欧洲23万。
史克威尔至少给客户发送了两封道歉信，承认游戏的低品質并请客户耐心，并宣布延长免费测试期和重建开发团队。开发团队的变化最终导致《重生之境》版本诞生。史克威尔艾尼克斯CEO和田洋一在2011年9月的新闻发布会上承认，游戏的缺点“让最终幻想品牌极大受损”。
2019年时，有媒体向吉田直树询问看到《魔兽世界》推出了“经典版”后，《最终幻想XIV：重生之境》团队有没有推出《最终幻想XIV》初版的“怀旧”复刻计划时，吉田直树在笑着否定的同时将《最终幻想XIV》初版称为“噩梦”。

## 外部連結
- 国际官方網站